# Cathédrale du Centenaire protestant

La cathédrale du Centenaire protestant est une cathédrale de l’Église du Christ au Congo (ECC) située à Kinshasa. 

## Histoire
La construction de la cathédrale a débuté en 1978 lors des célébrations du centenaire du protestantisme en République démocratique du Congo (appelé Zaïre à l’époque) avec le pasteur Bokeleale
.  En effet, la Livingstone Inland Mission qui est à l’origine de la Communauté baptiste du Congo est arrivée en 1878 dans le haut du Fleuve Congo. Le bâtiment avec 7,500 places est inauguré en 1994.  Il est situé sur le boulevard Triomphal et à côté de l’université protestante du Congo sur l’avenue Pierre Mulele.